# عمارت خسروآباد

عکسی قدیمی از عمارت

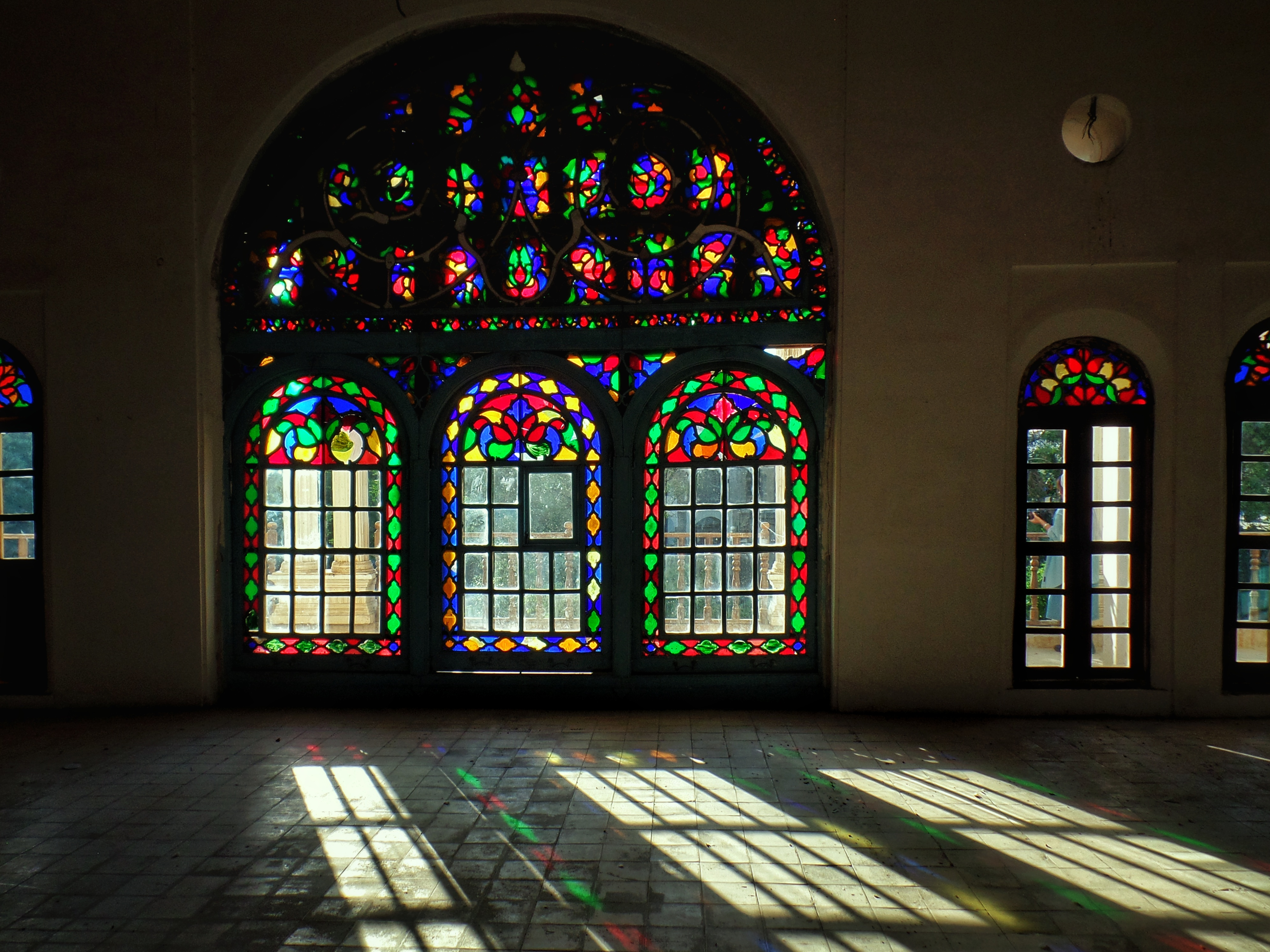

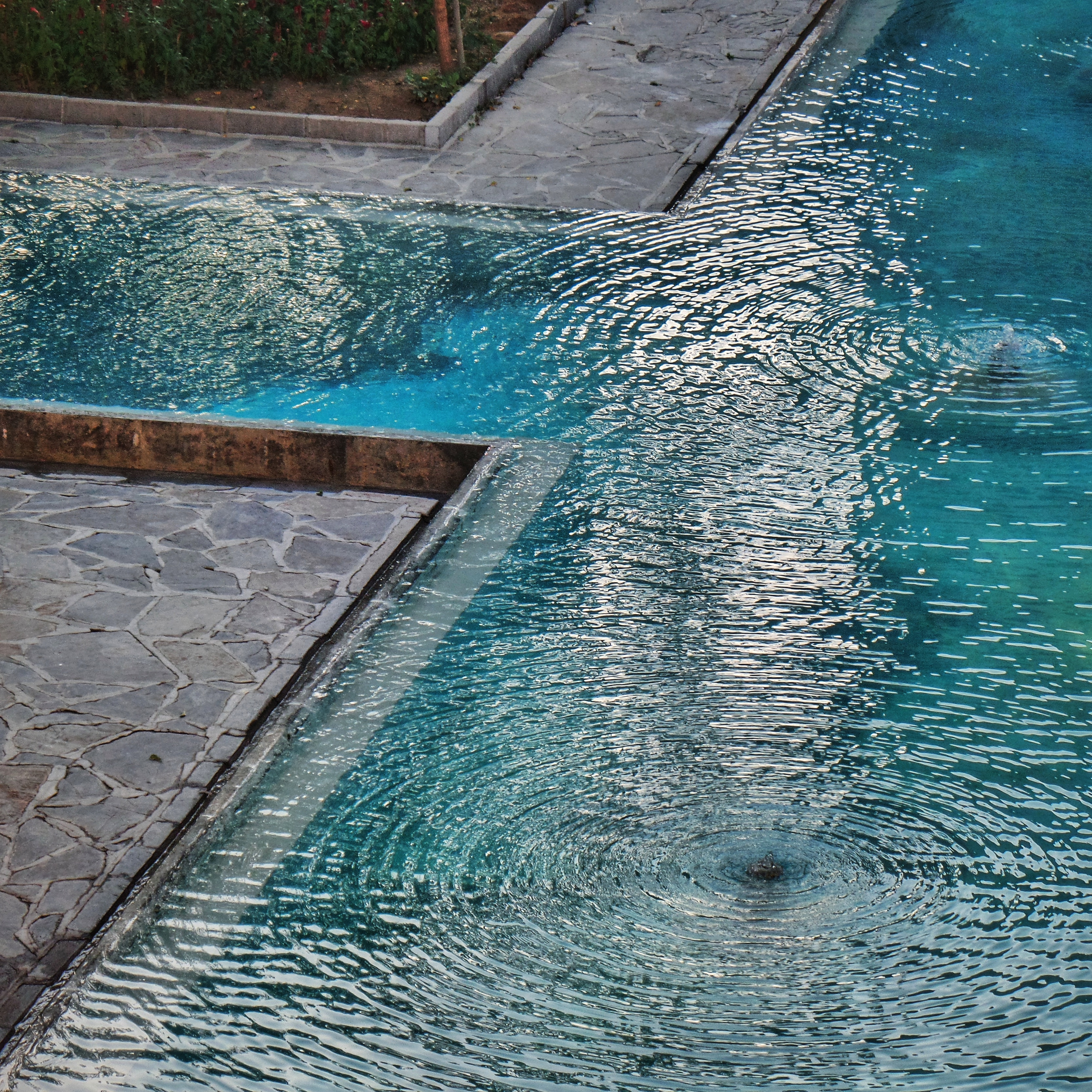

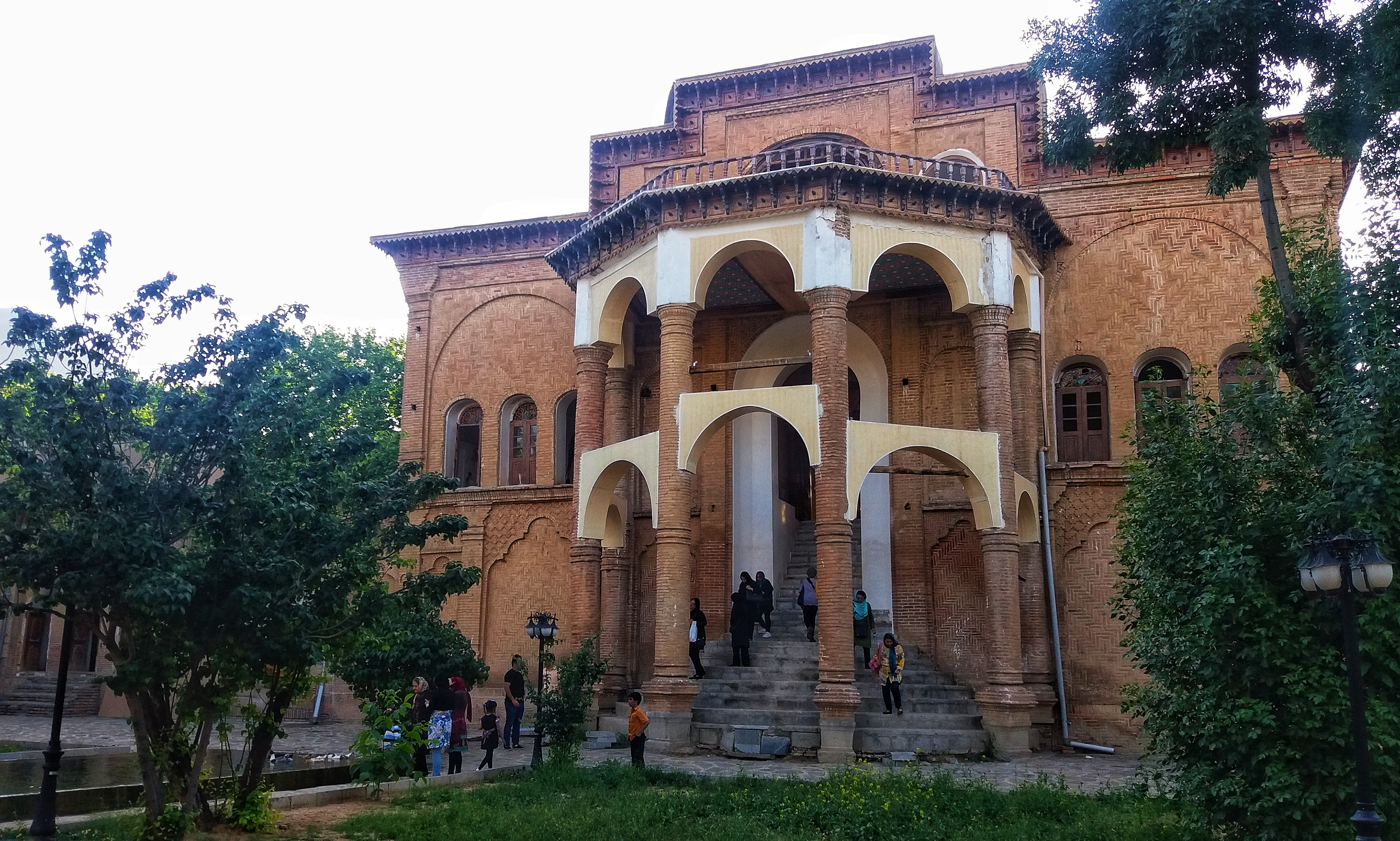
نمایی از بخشی از عمارت خسروآباد در هنگام مرمت

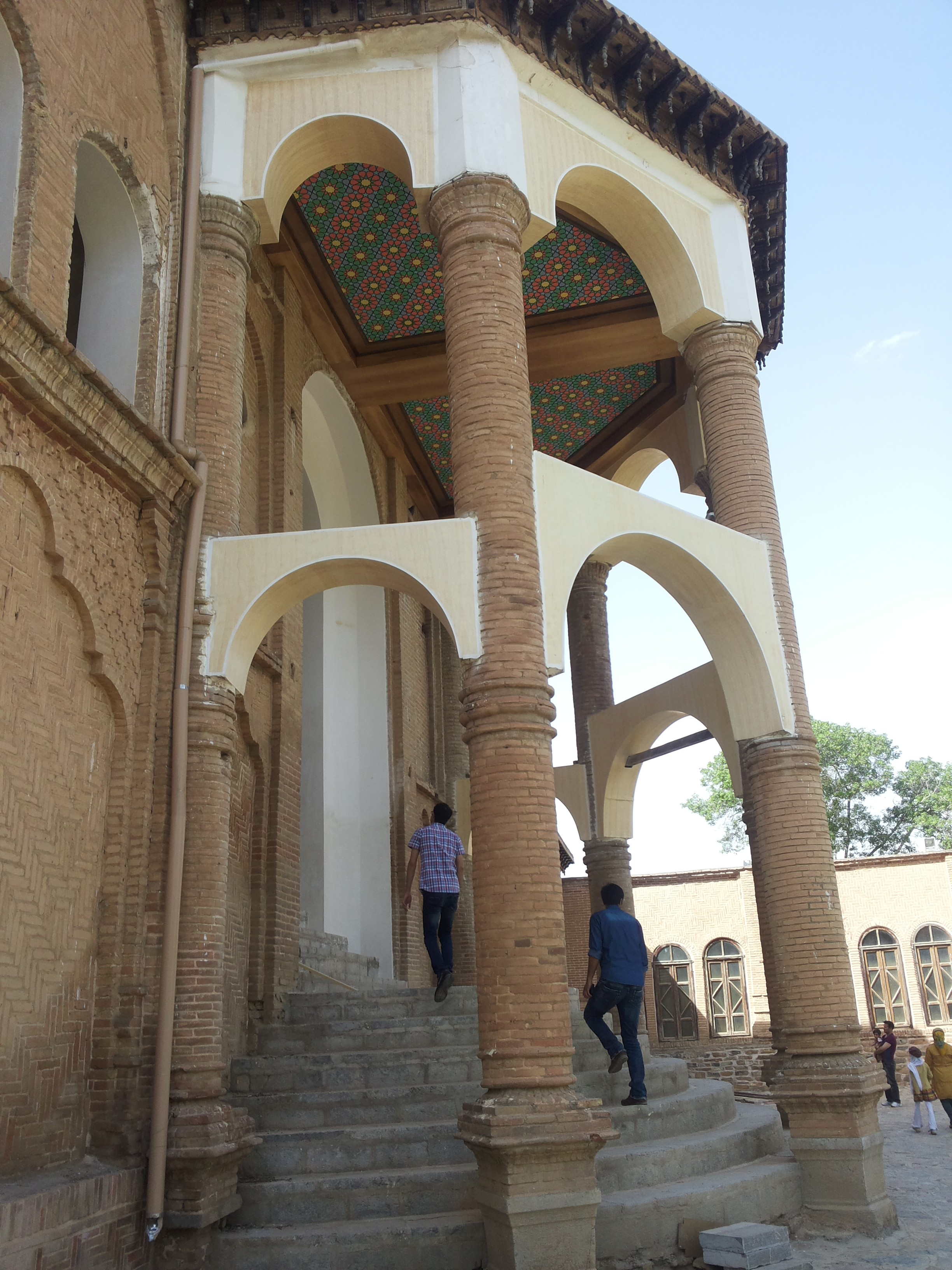
نمایی از بخشی از عمارت خسروآباد در هنگام مرمت

عمارت خسروآباد یا کاخ موزه خسروآباد در بلوار خسروآباد «شبلی» شهر سنندج قرار دارد. این عمارت در نوع خود بی‌نظیر و مرکز حکومت اردلان به ویژه خسروخان اردلان بوده است. مجموعه عمارت و باغ خسروآباد افزون بر دو بخش اصلی، یعنی قصر سلطنتی با ورودی ستون دار، باغ خسروآباد نیز از اهمیت خاصی برخوردار بوده است این باغ که به‌وسیلهٔ ۴ خیابان روبرو و اطراف عمارت خسروآباد عملاً به ۴ باغ خسروآباد تبدیل شده بود و اطراف آن به‌وسیلهٔ ۴ خندق در طرفین باغ و کاخ خسروآباد با انواع درختان مختلف احاطه شده جلوه خاصی را به این مجموعه داده است. در حال حاضر تنها درختان ۴ باغ و بخش‌هایی از ۴ خیابان آن باقی‌مانده است.
عمارت خسروآباد کتیبه‌ای دارد که اسم فتحعلی شاه قاجار و والی کردستان امان‌الله خان و تاریخ ۱۲۲۳ ه‍.ق بر روی آن حک شده است.
عمارت خسروآباد شاخص‌ترین بنای استان کردستان است که به عنوان مقر حکومت والیان اردلان مورد استفاده قرار می‌گرفت.
از سال ۱۳۷۳ عملیات مرمت این بنای تاریخی آغاز گردید اگر چه در سال ۱۳۷۹ بیشترین مرمت و بازسازی این بنا انجام گردید. عمارت خسروآباد با شماره ۱۴۹۱ در فهرست آثار ملی ایران ثبت گردیده است.
این عمارت در تیرماه سال ۱۴۰۰ با حضور علی‌اصغر مونسان وزیر وقت میراث فرهنگی، گردشگری و صنایع دستی، به عنوان کاخ موزه افتتاح گردید و به بهره‌برداری رسید.

## تاریخچه
این بنای تاریخی به سال ۱۲۲۳ هجری قمری توسط امان‌الله‌خان اردلان والی، حاکم شهیر کردستان در مساحت ۶۰۰۰ متر مربع ساخته شده است.
نظریات گونا گونی در خصوص این بنای عظیم و مقر حکومتی کردستان وجود دارد به‌طوری‌که بعضی صاحب‌نظران قسمت شرقی بنا را که قصر نامیده می‌شود مربوط به دوران زندیه می‌دانند و توسعه و تکمیل آن را توسط امان ا… خان اردلان می‌دانند.
هنگام ساخت و تأسیس کاخ خسروآباد دژ حکومتی سنه در مرکز شهر همچنان مقر حکومتی سیاسی و نظامی باقی‌ماند و اعتبار خود را از دست نداد. اگر چه بعد از مدتی نیز خسروآباد به عنوان مقر حکومت مورد استفاده قرار گردید اما بیشتر به عنوان محل تشریفات و استقبال از شاهان و محل اقامت والیان اردلان مورد استفاده قرار می‌گرفت به‌طوری‌که مراسم عروسی با شکوه حُسن جهان خانم تنها دختر فتحعلی شاه قاجار با خسرو خان پسر امان ا… خان در سال ۱۲۳۲ هجری قمری د این کاخ صورت پذیرفت. هنگام ورود ناصرالدین شاه به کردستان در سال ۱۲۷۵ هجری قمری «۱۲۳۳ هجری شمسی» در خسروآباد برای وی خیمه دایر گردید. در سال ۱۳۱۷ قمری «۱۲۷۵ شمسی» علی اکبر خان شرف الملک اردلان نوه امان ا… خان والی و وارث باغ و کاخ خسروآباد این مجموعه را به میرزا صادق خان اعزاز الملک فروخت و از آن تاریخ در اختیار خاندان وی «صادق وزیری» قرار گرفت از آن زمان تا حدود ۵۰ سال پیش چندین بنا با سبک‌های مختلف دوره قاجار و پهلوی در این مجموعه ساخته شد که در شمال شرقی و شمال غربی و جنوب شرقی و جنوب غربی واقع شده‌اند.

## طراحی بنا
مجموعه عمارت و باغ آن افزون بر دو بخش اصلی یعنی قصر سلطنتی با ورودی ستون دار در بخش غربی و ساختمان شرقی با غلام گردش‌ها و ایوان ستون دار مشرف بر صحن عمارت و فضای بیرونی بنا دارای فضاهای دیگری چون حمام، اتاق قاپیچیان «یا قاپوچی یعنی حاجب و دربان» و خدمتکاران است. تزئینات معماری این بنا شامل گچبری، آجرکاری، اروسی‌های زیبا و حوض چلیپا شکل داخل عمارت است.
آنچه که بر اساس وضعیت ظاهری و ترکیب بنای خسروآباد قابل تأمل است هم به نوع بودن بافت و ترکیب مصالح و سبک مشترک قصر، آشپزخانه، حمام و اسطبل به انضمام دیوارهای حفاظ شرقی غربی و جنوبی می‌باشد که مربوط به یک دوره می‌باشد. البته بعد از امان‌الله خان به ضرورت بناهای مختلفی در این مجموعه احداث گردیده است.
سبک ارسی‌های موجود در قصر تفاوت قابل توجهی با قسمت شرقی بنای خسروآباد دارد و همچنین تزئینات بخ غربی با آجر و در قسمت شرقی و سر در بیشتر از گچ بری استفاده شده است
حوض بسیار بزرگ صلیبی شکلی نیز در وسط این مجموعه بر زیبایی آن افزوده است که در نوع خود بی‌نظیر است.
طاق بزرگ سر در اصلی باغ خسروآباد که روبروی مقبره شرف الملک قرار داشت تخریب گردیده است در اصلی بنا رو به حوض مرمری مربع شکل عمارت واقع گردیده و از ۴ تکه بزرگ تنه درخت گردو به سبک دروازه‌های قلعه‌های حکومتی ساخته شده است نمای شرقی بنا از آجر و گچ بری‌های زیبا تزیین شده است اما دیگر بخش‌ها از آجر و به شکل ساده‌تری ساخته شده‌اند.
آب این مجموعه جاری و شرب و از مجموعه قنات‌های تعبیه شده در روی کوه آبیدر نشات می‌گیرد. از دیگر بخش‌های قابل توجه کاخ خسروآباد وجود حوض و فواره با آب جاری در طبقه سوم قصر می‌باشد.